# Buttress-Nunatak
Der Buttress-Nunatak ist ein 2175 m hoher Nunatak im ostantarktischen Viktorialand. In den zu den Quartermain Mountains gehörenden Wilkniss Mountains ragt er auf der Ostseite des Kopfendes des Creagh-Gletschers auf.
Das New Zealand Geographic Board benannte ihn 1989 so, da an seiner Ostseite ein Felssporn (englisch buttress) bis zu seinem Gipfel reicht.